# مقاطعة دوغلاس (كانساس)
مقاطعة دوغلاس (بالإنجليزية: Douglas County)‏ هي إحدى المقاطعات في ولاية كانساس، الولايات المتحدة الأمريكية.

## أعلام
- تشارلز إل. روبنسون